# Nidzica mała
Nidzica mała, nidzica punktowana (Neottiglossa pusilla) – gatunek pluskwiaka z podrzędu różnoskrzydłych i rodziny tarczówkowatych.

## Taksonomia
Gatunek ten opisany został po raz pierwszy w 1790 roku przez Johanna Friedricha Gmelina jako Cimex pusilla.

## Morfologia

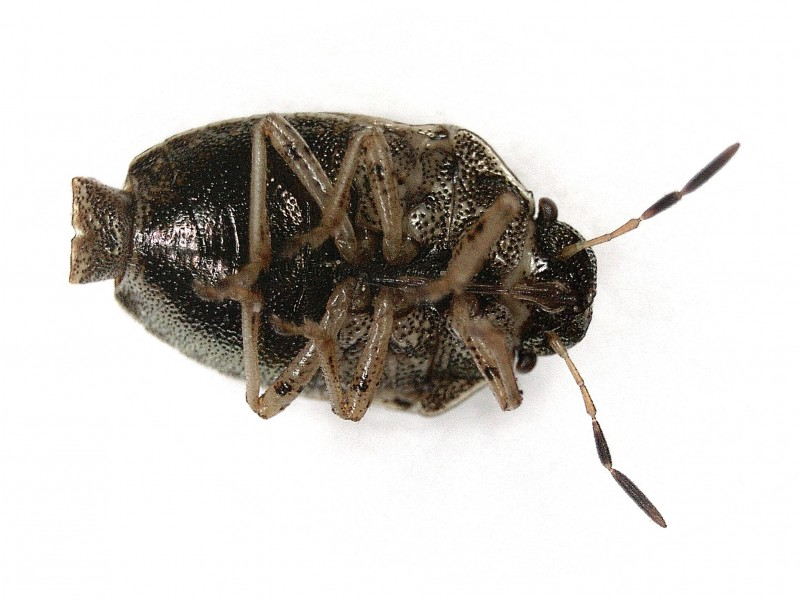
Samiec, widok od spodu

Pluskwiak o wydłużonym ciele długości od 4 do 6 mm. Podstawowe ubarwienie ma szarożółte lub szarobrązowe, niekiedy z odcieniem pomarańczowym. Ciemniejsza, czasem niemal czarna głowa ma nadustek zakryty wierzchołkami policzków. Dwa ostatnie człony czułków są ciemniejsze od ich reszty, niekiedy czarne. Środkiem tyłu głowy, przedplecza i tarczki biegnie jedno jaśniejsze, niepunktowane żeberko, które może być słabo dostrzegalne. Boczne brzegi przedplecza i przednio-boczne kąty tarczki są niepunktowane i trochę rozjaśnione. Tarczka jest w tylnej połowie węższa niż w rejonie nasadowym i co najwyżej nieco wykracza poza przykrywkę półpokryw, która z kolei na całej powierzchni jest ciemno punktowana. Na pleurytach zatułowia wyraźnie widoczne są ujścia gruczołów zapachowych wraz z krótkimi i na końcu zaokrąglonymi kanałami wyprowadzającymi. Odwłok ma listewkę brzeżną czarną z jasnymi krawędziami.

## Ekologia i występowanie
Owad ten zasiedla łąki, od suchych po podmokłe, a także pobrzeża lasów, polany leśne i pastwiska. Jest fitofagiem ssącym soki traw. Stadium zimującym są owady dorosłe, które ukazywać zaczynają się w marcu. Dorosłe nowego pokolenia obserwuje się od końca lipca do września lub października.
Parazytoidem tego pluskwiaka jest paśnica wielkogłowa, muchówka z rodziny rączycowatych.
Gatunek palearktyczny o rozsiedleniu eurosyberyjskim. W Europie znany jest z Hiszpanii, Francji, Belgii, Luksemburgu, Holandii, Szwajcarii, Austrii, Włoch, Niemiec, Danii, Norwegii, Szwecji, Finlandii, Estonii, Łotwy, Litwy, Polski, Czech, Słowacji, Węgier, Białorusi, Ukrainy, Słowenii, Chorwacji, Czarnogóry, Serbii, Macedonii Północnej, Mołdawii, Rumunii, Bułgarii i Rosji. W Polsce jest spotykany w całym kraju.